# Vanessa Amorosi

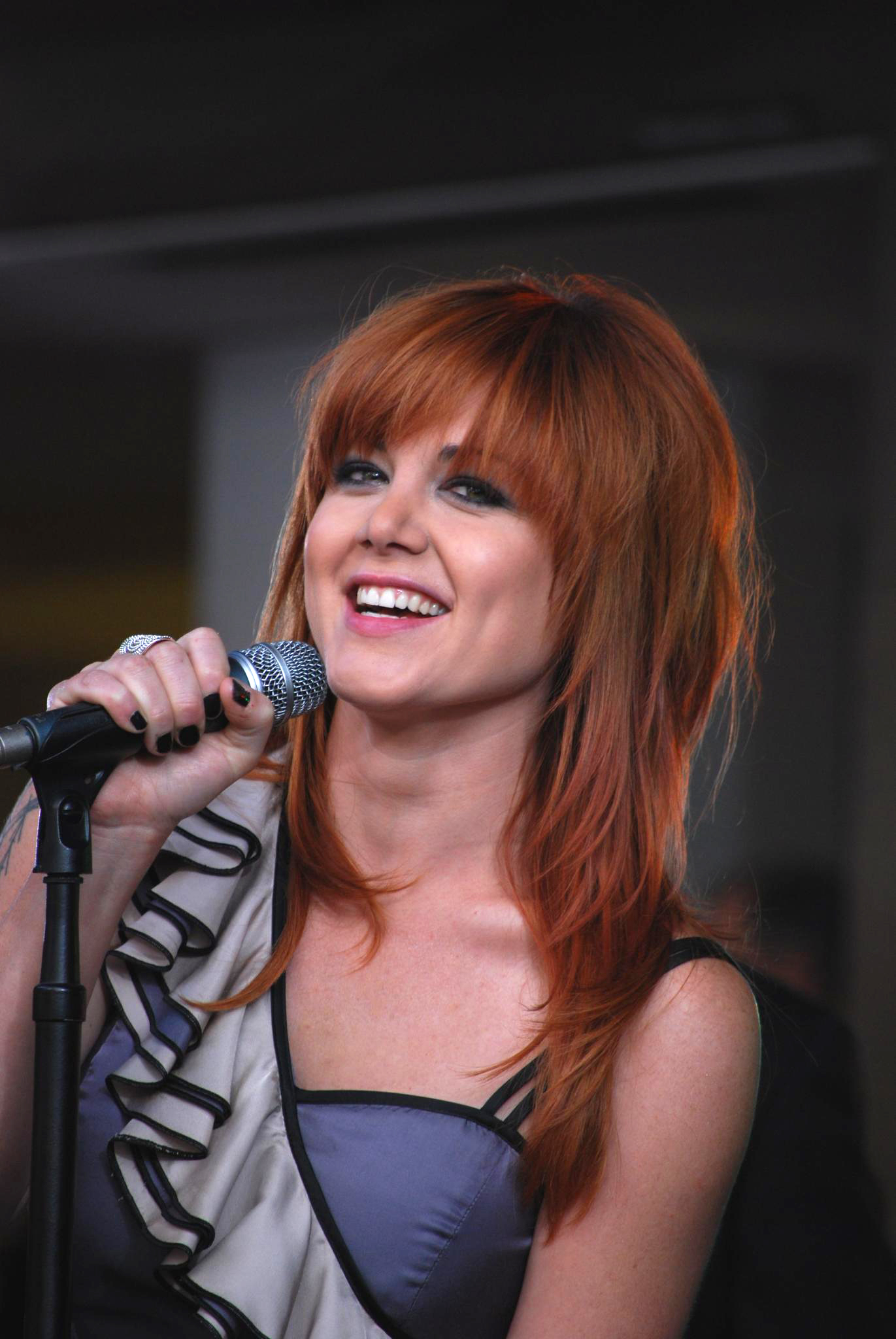
Vanessa Amorosi (2009)

Vanessa Amorosi (* 8. August 1981 in Melbourne, Victoria) ist eine australische Singer-Songwriterin.

## Leben und Karriere

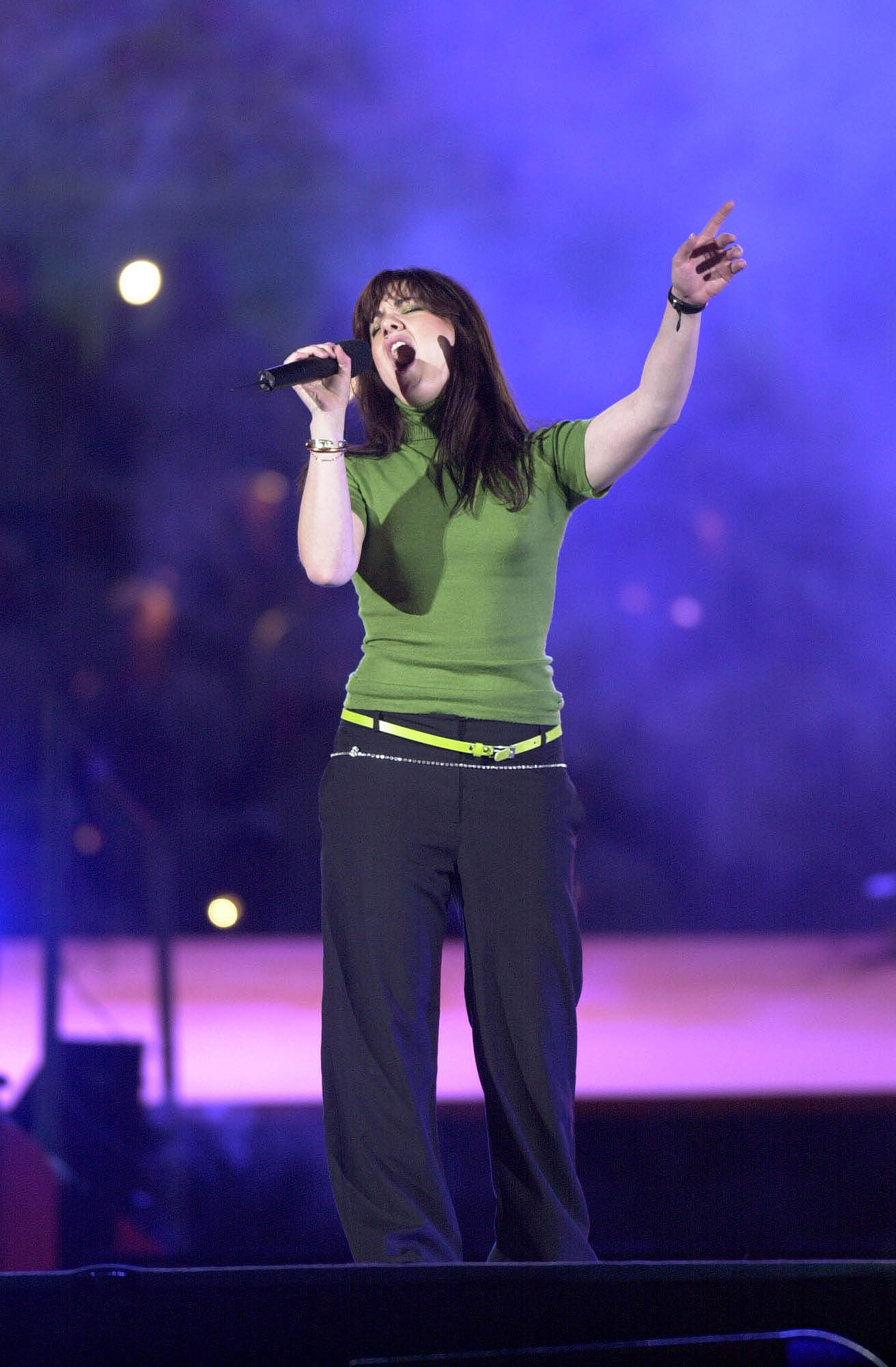
Amorosi bei der Eröffnungsfeier der Sommer-Paralympics 2000 in Sydney

Gefördert durch ihre Eltern, die beide professionelle Sänger sind, begann Amorosi im Alter von vier Jahren mit Jazz und klassischem Ballett. Mit zwölf Jahren hatte sie erste kleine Auftritte in Einkaufszentren und Restaurants. In einem russischen Restaurant wurde Jack Strom auf sie aufmerksam, als sie dort sang. Zusammen mit seinem Partner Mark Holden nahm er sie unter Vertrag (MarJac Productions).
Im Juli 1999 veröffentlichte Amorosi in Australien ihre erste Single Have a Look, die in nur wenigen Wochen Gold erreichte. Ende des Jahres folgte mit Absolutely Everybody die zweite Auskopplung aus dem späteren Erfolgsalbum The Power. Dieses Lied wurde zu einem der erfolgreichsten Stücke australischer Künstler. Nachdem im Frühjahr 2000 ihr Debütalbum veröffentlicht worden war, erreichte es in nur drei Wochen bereits Platin (insgesamt vierfach) und wurde fast 70.000-mal verkauft. Auch ihre dritte Single Shine erhielt in kurzer Zeit Gold und Platin. Es folgten eine Australien-Tour mit Savage Garden, mehrere Auszeichnungen sowie die Einladung, bei den Olympischen Sommerspielen 2000 in Sydney während der Eröffnungs- und der Schlussfeier vor einem Milliardenpublikum aufzutreten.
Im September 2000 brachte Amorosi ihre erste Single in Europa auf den Markt. Mit Absolutely Everybody erreichte sie in den Charts vieler Länder die Top Ten. 
Ihr Album The Power erreichte in Deutschland Gold, und sie erhielt 2001 den vom Musiksender VIVA verliehenen Musikpreis Comet als beste internationale Newcomerin. Ihre erste Tour durch Europa und Südostasien wurde ebenfalls ein großer Erfolg. 2001 brachte sie in ihrer Heimat ihr zweites Album Turn To Me auf den Markt, das nahtlos an die Erfolge des Vorgängers anknüpfte. In Deutschland kam mit Change ein alternatives Album heraus. Mit den Singles One Thing Leads To Another und True To Yourself war sie zwar immer noch erfolgreich, aber die Verkaufszahlen der ersten Hits erreichten diese nicht. Dennoch blieb sie in Australien ein Star.
2004 erhielt sie ihre erste Fernsehrolle als Jury-Mitglied in einer australischen Casting-Show. In Europa gab sie nur noch vereinzelte Konzerte und Fernsehauftritte. In Australien erschien am 24. Mai 2008 ihr viertes Album Somewhere In The Real World. Am 4. Mai 2009 erschien die Single The Letter, die sie im Duett mit der US-amerikanischen Band Hoobastank aufnahm. 2012 wurde der Vertrag mit Universal Music Australia aufgelöst, nachdem das für November 2011 geplante Album V kurzfristig zurückgezogen wurde.
2023 trat Amorosi gemeinsam mit Dave Stewart und hierfür zudem mit Helene Fischer in der Helene Fischer Show auf.

## Engagement
Wegen ihres jahrelangen Engagements für benachteiligte Kinder wurde Amorosi 2003 für den Australian-Of-The-Year-Award vorgeschlagen. 

## Diskografie

### Studioalben
| Jahr | Titel                       | Höchstplatzierung, Gesamtwochen, AuszeichnungChartplatzierungen (Jahr, Titel, Platzierungen, Wochen, Auszeichnungen, Anmerkungen) | Höchstplatzierung, Gesamtwochen, AuszeichnungChartplatzierungen (Jahr, Titel, Platzierungen, Wochen, Auszeichnungen, Anmerkungen) | Höchstplatzierung, Gesamtwochen, AuszeichnungChartplatzierungen (Jahr, Titel, Platzierungen, Wochen, Auszeichnungen, Anmerkungen) | Höchstplatzierung, Gesamtwochen, AuszeichnungChartplatzierungen (Jahr, Titel, Platzierungen, Wochen, Auszeichnungen, Anmerkungen) | Anmerkungen                             |
| Jahr | Titel                       | DE | AT | CH | AU | Anmerkungen                             |
| ---- | --------------------------- | --- | --- | --- | --- | --------------------------------------- |
| 2000 | The Power                   | DE7 Gold · (34 Wo.)DE | AT21 (32 Wo.)AT | CH15 (31 Wo.)CH | AU1 ×4Vierfachplatin · (62 Wo.)AU                                                                                                 | Erstveröffentlichung: 3. April 2000     |
| 2002 | Change                      | DE64 (1 Wo.)DE | — | — | — | Erstveröffentlichung: 18. November 2002 |
| 2008 | Somewhere in the Real World | — | — | — | AU4 Gold · (11 Wo.)AU | Erstveröffentlichung: 24. Mai 2008      |
| 2009 | Hazardous                   | — | — | — | AU7 Gold · (25 Wo.)AU | Erstveröffentlichung: 6. November 2009  |
| 2019 | Back to Love                | — | — | — | — | Erstveröffentlichung: 8. November 2019  |
| 2022 | City of Angels              | — | — | — | AU7 (1 Wo.)AU | Erstveröffentlichung: 18. März 2022     |

### Kompilationen
| Jahr | Titel      | Höchstplatzierung, Gesamtwochen, AuszeichnungChartsChartplatzierungen (Jahr, Titel, Platzierungen, Wochen, Auszeichnungen, Anmerkungen) | Anmerkungen                            |
| Jahr | Titel      | AU | Anmerkungen                            |
| ---- | ---------- | --- | -------------------------------------- |
| 2001 | Turn to Me | AU21 (3 Wo.)AU | Erstveröffentlichung: 25. Oktober 2001 |

Weitere Kompilationen
- 2005: The Best of

### Singles
| Jahr | Titel Album                                                         | Höchstplatzierung, Gesamtwochen, AuszeichnungChartplatzierungen (Jahr, Titel, Album, Platzierungen, Wochen, Auszeichnungen, Anmerkungen) | Höchstplatzierung, Gesamtwochen, AuszeichnungChartplatzierungen (Jahr, Titel, Album, Platzierungen, Wochen, Auszeichnungen, Anmerkungen) | Höchstplatzierung, Gesamtwochen, AuszeichnungChartplatzierungen (Jahr, Titel, Album, Platzierungen, Wochen, Auszeichnungen, Anmerkungen) | Höchstplatzierung, Gesamtwochen, AuszeichnungChartplatzierungen (Jahr, Titel, Album, Platzierungen, Wochen, Auszeichnungen, Anmerkungen) | Höchstplatzierung, Gesamtwochen, AuszeichnungChartplatzierungen (Jahr, Titel, Album, Platzierungen, Wochen, Auszeichnungen, Anmerkungen) | Anmerkungen                                                          |
| Jahr | Titel Album                                                         | DE | AT | CH | UK | AU | Anmerkungen                                                          |
| ---- | ------------------------------------------------------------------- | --- | --- | --- | --- | --- | -------------------------------------------------------------------- |
| 1999 | Have a Look The Power                                               | DE73 (3 Wo.)DE | — | CH72 (4 Wo.)CH | — | AU13 Gold · (18 Wo.)AU | Erstveröffentlichung: 12. Juli 1999                                  |
| 1999 | Absolutely Everybody The Power                                      | DE5 Gold · (18 Wo.)DE | AT3 (17 Wo.)AT | CH8 (27 Wo.)CH | UK7 (13 Wo.)UK | AU6 Platin · (28 Wo.)AU | Erstveröffentlichung: 15. November 1999                              |
| 2000 | Shine The Power                                                     | DE38 (13 Wo.)DE | AT46 (12 Wo.)AT | CH19 (17 Wo.)CH | — | AU4 Platin · (26 Wo.)AU | Erstveröffentlichung: 15. Mai 2000                                   |
| 2000 | Every Time I Close My Eyes The Power                                | DE23 (20 Wo.)DE | AT11 (22 Wo.)AT | CH73 (14 Wo.)CH | — | AU8 Gold · (13 Wo.)AU | Erstveröffentlichung: 6. Dezember 2000                               |
| 2002 | Spin (Everybody’s Doin’ It) Change                                  | — | — | — | — | AU34 (2 Wo.)AU | Erstveröffentlichung: 14. Oktober 2002                               |
| 2002 | One Thing Leads 2 Another Change                                    | DE67 (4 Wo.)DE | — | CH62 (6 Wo.)CH | — | — | Erstveröffentlichung: 28. Oktober 2002                               |
| 2003 | True to Yourself Change                                             | DE99 (1 Wo.)DE | — | — | — | — | Erstveröffentlichung: 24. Februar 2003                               |
| 2007 | Kiss Your Mama! Somewhere in the Real World                         | — | — | — | — | AU15 (7 Wo.)AU | Erstveröffentlichung: 8. September 2007                              |
| 2008 | Perfect Somewhere in the Real World                                 | — | — | — | — | AU4 Gold · (24 Wo.)AU | Erstveröffentlichung: 5. April 2008                                  |
| 2008 | The Simple Things (Something Emotional) Somewhere in the Real World | — | — | — | — | AU36 (4 Wo.)AU | Erstveröffentlichung: 20. September 2008                             |
| 2009 | The Letter For(N)ever                                               | — | — | — | — | AU39 (2 Wo.)AU | Erstveröffentlichung: 19. Juni 2009 Hoobastank feat. Vanessa Amorosi |
| 2009 | This Is Who I Am Hazardous                                          | — | — | — | — | AU1 Platin · (17 Wo.)AU | Erstveröffentlichung: 9. Oktober 2009                                |
| 2009 | Hazardous                                                           | — | — | — | — | AU29 (5 Wo.)AU | Erstveröffentlichung: 11. Dezember 2009                              |
| 2010 | Mr. Mysterious Hazardous                                            | — | — | — | — | AU4 Platin · (13 Wo.)AU | Erstveröffentlichung: April 2010 feat. Seany B                       |
| 2010 | Holiday Hazardous                                                   | — | — | — | — | AU42 (2 Wo.)AU | Erstveröffentlichung: 13. August 2010                                |